# Massoins
Massoins (Massoins anche in italiano e in occitano) è un comune francese di 127 abitanti (al 1º gennaio 2022) situato nel dipartimento delle Alpi Marittime della regione della Provenza-Alpi-Costa Azzurra.

## Società

### Evoluzione demografica
Abitanti censiti